# Octave Callandreau
Pierre Jean Octave Callandreau (1852-1904) fue un astrónomo francés.

## Biografía
Era nieto de Pierre Callendreau, diputado de Charente y hermano de Amédée Callandreau, notario, escritor y genealogista. Diplomado de la École polytechnique (promoción de 1872), entró en el observatorio de París en 1874. Llevó el título de astrónomo adjunto al menos a partir de 1884 y se convirtió en astrónomo titular en 1897.
En 1880 se doctoró en ciencias matemáticas en la Facultad de Ciencias de París. Su tesis versaba sobre la Determinación de las perturbaciones de un pequeño planeta, por el método de M. Gylden: Aplicación a Héra.
En 1884 se convirtió en redactor del Boletín astronómico y en 1893 fue nombrado profesor de astronomie y geodesia en la École polytechnique. Ese mismo año fue elegido miembro de la Academia de  ciencias en la sección de astronomía.
Fue presidente de la Sociedad Astronómica de Francia (SAF) de 1899 a 1901.
El 15 de octubre de 1889, con ocasión de la inauguración de la estatua de Félix Tisserand en Nuits-Santas-Georges, pronunció uno de los discursos (los demás fueron pronunciados por Bassot, Maurice Lœwy y Henri Poincaré).
Durando los treinta años de su carrera de astrónomo, trabajó, sobre todo, de 1884 a 1890, sobre las figuras de equilibrio de diversos planetas y cuerpos celestes (trabajos recompensados por un premio concedido por la Academia de las ciencias en 1890), sobre la influencia de Júpiter sobre un grupo de cometas, sobre sus pequeños planetas satélites y sus anillos, y realizó numerosos cálculos de órbitas.
Se casó con Sophie de Luynes.

## Principales publicaciones
- Détermination des perturbations d'une petite planète, par les méthodes de M. Gylden : Application à Héra. Suivi de Propositions données par la faculté, París, Gauthier-Villars, 1880.
- Con Louis Fabry, Tables numériques destinées à faciliter le calcul des éphémérides des petites planètes, París, Gauthier-Villars, s. d., 12 p., publicado originalmente en el Bulletin astronomique, octubre de 1885.
- Con Félix Tisserand, Traité de mécanique céleste.